# Melanoseps pygmaeus
Espèce
Melanoseps pygmaeus est une espèce de sauriens de la famille des Scincidae.

## Répartition
Cette espèce est endémique du district de Muheza en Tanzanie.

## Étymologie
Le nom spécifique pygmaeus vient du latin pygmaeus, très petit, en référence à la taille de ce saurien.

## Publication originale
- Broadley, Whiting & Bauer, 2006 : A revision of the East African species of Melanoseps Boulenger (Sauria: Scincidae: Feylininae). African Journal of Herpetology, vol. 55, no 2, p. 95-112.